# 王統 (明朝)
王統（1451年—？），字必元，江西撫州府臨川縣人，儒籍，明朝政治人物。

## 生平
江西鄉試第三名舉人。弘治三年（1490年）中式庚戌科會試第二百九十二名，三甲第二十名進士。授羅山縣知縣。官至衢州府同知。

## 家族
曾祖王思敬；祖父王汝為，教授；父王大綸，母馮氏。慈侍下。